# Комаров Олександр Георгійович
Олександр Георгійович Комаров (рос. Александр Георгиевич Комаров; нар. 25 червня 1923, Хабаровськ, СРСР — пом. 22 листопада 2013, Самара, Росія) — радянський хокеїст, нападник. Чемпіон світу (1954).

## Біографія
З 17 років служив у армії. Його військова частина розташовувалась на Далекому Сході. Учасник бойових дій проти Японії (1945 рік).
Виступав за хабаровський ОБО (1948—1949) та столичний ЦСК МО (1949—1958). У складі московського клуба чотири рази здобував перемоги у чемпіонатах СРСР. Другий призер 1952—1954, 1957. Всього у чемпіонатах СРСР провів 170 матчів та забив 101 гол. Триразовий володар кубка СРСР.
У складі національної збірної виступав протягом трьох років. Чемпіон світу 1954; другий призер 1955. На чемпіонатах Європи дві золоті нагороди (1954, 1955). На чемпіонатах світу провів 7 матчів (дві закинуті шайби), а всього у складі збірної СРСР — 34 матчі (13 голів).
З 1958 по 1962 рік був головним тренером СКА (Ленінград). У 1963 році закінчив Військовий інститут фізкультури. Двічі очолював куйбишевський СКА (1964—1968, 1973—1974). До 75 років працював інструктором фізкультури локомотивного депо Самари.
Помер 22 листопада 2013 року на 91-му році життя у Самарі.

## Досягнення
| Нагороди         | Команда       | Кіл. | Роки                   |
| ---------------- | ------------- | ---- | ---------------------- |
| Чемпіонат світу  |               |      |                        |
| Золото           | СРСР          | 1    | 1954                   |
| Срібло           | СРСР          | 1    | 1955                   |
| Чемпіонат Європи |               |      |                        |
| Золото           | СРСР          | 2    | 1954, 1955             |
| Чемпіонат СРСР   |               |      |                        |
| Золото           | ЦСКА (Москва) | 4    | 1950, 1955, 1956, 1958 |
| Срібло           | ЦСКА (Москва) | 4    | 1952, 1953, 1954, 1957 |
| Кубок СРСР       |               |      |                        |
| Володар          | ЦСКА (Москва) | 3    | 1954, 1955, 1956       |